# Luz Marina Zuluaga
Luz Marina Zuluaga (Pereira, 31 ottobre 1938 – Manizales, 2 dicembre 2015) è stata una modella colombiana, incoronata Miss Universo 1958.

## Carriera
Pur essendo nata a Pereira, Luz Marina Zuluaga è cresciuta a Manizales. Qui nel 1957 vinse il titolo locale di Miss Caldas, che le permise di rappresentare il dipartimento al concorso nazionale Miss Colombia, dove si piazzò al secondo posto dietro Doris Gil Santamaria. Tuttavia la Santamaria essendo sposata non poté prendere parte al concorso di Miss Universo, dove in sua sostituzione partecipò Luz Marina Zuluaga.
Il 25 luglio 1958 Luz Marina Zuluaga fu la prima donna colombiana ad essere eletta Miss Universo. Dopo l'anno di regno, la Zuluaga si ritirò dalla scena pubblica, facendo nuovamente parlare di sé quando sposò un medico e si trasferì a vivere negli Stati Uniti. Nel 1966 è ritornata a vivere a Manizales, diventando parte del consiglio cittadino e rendendosi molto attiva per incentivare il turismo nella propria nazione.